# Jean Link
Jean Link (Lussemburgo, 3 settembre 1938 – 4 giugno 2020) è stato uno schermidore lussemburghese.

## Biografia
Vinse il titolo juniores di campione mondiale nel fioretto individuale maschile per due volte consecutive, nel 1958 e nel 1959, anno in cui fu anche proclamato sportivo dell'anno nel suo Paese.
Nel 1960 prese parte alle Olimpiadi estive sia nel fioretto individuale sia in quello a squadre, ma senza riuscire a salire sul podio.
Dopo il ritiro completò gli studi universitari in economia.